# Heinrich Böse (Lehrer)
Heinrich Böse (* 7. Dezember 1889 in Brome; † 13. April 1968 in Hamburg) war ein deutscher Lehrer und Politiker der SPD.

## Leben
Böse besuchte nach der Volksschule eine Präparandenanstalt und ein Lehrerseminar. Danach war er Volksschullehrer zunächst in Schneverdingen, danach von Oktober 1911 bis März 1914 in Barum und danach bis März 1920 in Ebstorf. Zwischen 1920 und 1924 war er Kreisschulinspektor, später Schulrat in Rotenburg. Danach trat er auf eigenen Wunsch aus gesundheitlichen Gründen in den Ruhestand. 1936 bemühte er sich ohne Erfolg um eine Wiederaufnahme in den Schuldienst.
Nach der Novemberrevolution war er Mitglied im Arbeiter- und Soldatenrat. Er wurde von den 51 Delegierten des Regierungsbezirks Lüneburg als einer der sechs Mitglieder des am 9. Dezember 1918 gebildeten Verwaltungsbeirat der Arbeiter- und Soldatenräte des Regierungsbezirks gewählt.
Zu einem nicht näher bekannten Zeitpunkt war er in die SPD eingetreten. Für diese gehörte er zwischen 1919 und 1921 der verfassunggebenden preußischen Landesversammlung an. Dort war er Mitglied im Ausschuss für das Unterrichtswesen. 1921 bis 1925 war er für den Wahlbezirk Jork und Kehdingen Abgeordneter im Provinziallandtag der Provinz Hannover.
Nach dem Tod seiner ersten Frau zog er 1938 nach Bremen. Dort heiratete er im März 1940 in zweiter Ehe und zog im Juni 1940 nach Wilhelmshaven.